# Johannette Zomer
Johannette Zomer (Wierden, 13 maart 1964) is een Nederlandse sopraan.

## Biografie
Johannette Zomer volgde, na de HAVO, eerst de Hogere Laboratoriumschool (te Hengelo en Deventer), en ging toen werken als biochemisch analiste in het een ziekenhuis in Hilversum.
In 1990 koos ze voor een zangopleiding aan het Sweelinck-conservatorium in Amsterdam, bij Charles van Tassel. Ze studeerde in juni 1997 af als uitvoerend musicus en kreeg daarna nog lessen van Diane Forlano, Claudia Visca en Marlena Malas.
Ze ontwikkelde een grote liefde voor barokmuziek, maar zingt ook andere genres, zoals opera.
In 1998 verscheen haar debuut-CD.
In 2013 richtte Johannette Zomer het 'Tulipa Consort' op. Ze nam daarmee in 2016 de CD 'Laudate!' op en in 2017 'JuST BACH'.

## Operazangeres
Johannette Zomer debuteerde als operazangeres in september 1996 bij de Nationale Reisopera in Don Carlos van Giuseppe Verdi, onder leiding van Ed Spanjaard en geregisseerd door Hans Croiset als de page Tebaldo.
Daarna zong ze bij de Nationale Reisopera een aantal andere rollen, zoals die van een slaaf in Salome van Richard Strauss in het seizoen 1997/1998 (met het Rotterdams Philharmonisch Orkest, onder leiding van Valery Gergiev en onder regie van Willy Decker.
In het seizoen 1998 zong ze in Combattimenti, een reeks madrigalen van Claudio Monteverdi,
in het kader van het Festival Oude Muziek Utrecht.
In het seizoen 1999/2000 zong ze de rol van Pamina in Die Zauberflöte van Wolfgang Amadeus Mozart en in hetzelfde seizoen vertolkte ze de rol van Euridice in Monteverdi's L'Orfeo (regie Erik Vos) en in L'anima del filosofo, ossia Orfeo ed Euridice van Joseph Haydn (regie: Geoffrey Layton, muzikale leiding: Alessandro de Marchi en Piers Maxim).
In 2003 trad Johannette Zomer op in het Barbican Centre in Londen; ze zong de rol van Amanda in Le grand Macabre van György Ligeti. In 2004 zong ze in de Komische Oper Berlin in Alcina van Georg Friedrich Händel.
In 2008 zong ze in Il Turco in Italia van Gioachino Rossini de beide vrouwelijke hoofdrollen Zaida en Fiorilla. In 2009 debuteerde ze bij de Nederlandse Opera in Ercole Amante van Francesco Cavalli.

## Oratoria en religieuze muziek
In 2003 nam Johannette Zomer haar eerste CD met cantates van Johann Sebastian Bach op: O Ewigkeit, du Donnerwort. In hetzelfde jaar verscheen ook een CD met liederen, gewijd aan de Heilige Maria uit de dertiende eeuw. Sindsdien zijn nog verschillende CD's met religieuze muziek verschenen.
Ook verscheen zij op concertpodia met religieus geïnspireerd werk, zoals op 25 maart 2012, in de Grote Zaal van het Concertgebouw in Amsterdam, met een uitvoering van het Stabat Mater van Giovanni Battista Pergolesi. Ze zong samen met de countertenor Maarten Engeltjes en het Concerto Köln onder leiding van Peter Dijkstra.

## Discografie
- 1998: Va, Donna Ingrata. Muziek uit de zestiende en zeventiende eeuw uit Italië, Spanje en Vlaanderen. Met Robert Expert en het ensemble La Primavera. Zig-Zag Territoires (ZZT 980701).[15]
- 2001: La Villanella. Werken van Giovanni Girolamo Kapsberger. Met Pino de Vittorio (tenor), Hans Jörg Mammel (tenor) en ensemble L'Arpeggiata, o.l.v. Christina Pluhar. Alpha Productions (Alpha 012).
- 2001: ‘’Homo fugit velut umbra...’’, werk van Stefano Landi, met ensemble L’Arpeggiata o.l.v. Christina Pluhar, met o.m. Marco Beasley, Alpha Productions (Apha 020).
- 2003: Kennst Du das Land? Werk van Franz Schubert. Met Arthur Schoonderwoerd (piano). Alpha Productions (Alpha 044).
- 2003: O Ewigkeit, du Donnerwort. Cantates BWV 2, 20 en 176 van Johann Sebastian Bach. Met Ingeborg Danz (sopraan), Jan Kobow (tenor), Peter Kooij (bas), Collegium Vocale Gent o.l.v. Philippe Herreweghe. Harmonia Mundi (HMC 901791).
- 2003: Splendore di Roma. Werken van Kapsberger en anderen. Met Fred Jacobs (theorbe). Channel Classics (CC SA 19903).
- 2003: Cantigas de Santa Maria. Eno nome de Maria. "Liederen van de Heilige Maria" uit de tijd van Alfonso X El Sabio (1221-1284). Met het ensemble Antequera. Alpha Productions (Alpha 501).
- 2004: Death and Devotion. Werk van Dietrich Buxtehude, Franz Tunder, Matthias Weckmann en Christian Ritter. Met Peter Harvey (bass) en de Nederlandse Bachvereniging o.l.v. Jos van Veldhoven. Channel Classics (CCS SA 20804).
- 2005: Nuove Musiche. Muziek van Giulio Caccini. Met Fred Jacobs (theorbe). Channel Classics (CC SA 21305).[16]
- 2005: O Seligkeit! Liederen van Franz Schubert. Met het Egidius kwartet (zang), Igor Roukhadze (viool) en Arthur Schoenderwoerd (piano). Etcetera Records (KTC 1288).
- 2005: Paascantates (Easter Cantatas). Cantates BWV 4, 6, 31, 66, 134, 145, 158 en 182 van Johann Sebastian Bach. Met Barbara Schlick (sopraan), Christoph Prégardien (tenor), Michael Chance (counter-tenor) en het Amsterdam Baroque Orchestra & Choir o.l.v. Ton Koopman. Challenge Classics / Antoine Marchand (CC72231) - dubbel-CD.
- 2006: Geistliches Singen und Spielen: Christmas Cantatas. Vier cantates van Georg Philipp Telemann, met Greta de Reyghere (sopraan), Steve Dugardin (alt), Mikael Stenbaek (tenor), Huub Claessens (bas) en Il Fondamento o.l.v. Paul Dombrecht. Fuga Libera (FUG520).
- 2007: L'Esprit Galant. Werk van o.a. Antoine Boësset (1587-1643), Michel Lambert (1610-1696) en Sébastien Le Camus (1610-1677). Met Fred Jacobs (theorbe). Channel Classics (CCS SA 24307).
- 2007: J.S. Bach, Cantatas. Cantates BWV 82, 146 en 199, en suite no. 2 van Johann Sebastian Bach. Met ensemble Florilegium. Channel Classics (CCS SA 23807).
- 2009: Love and Madness. Arias van Georg Friedrich Händel. Met Bart Schneemann en Musica Amphion. Channel Classics (CCS SA 29209).
- 2009: With Endless Teares. Werken van Henry Purcell en anderen. Channel Classics (CCS SA 26609).
- 2011: Pleasure Garden (Der Fluiten Lusthof). Werken van Jacob van Eyck. Met Luis Beduschi en het Ensemble Armonia e Invenzione. Eloquentia (EL1126)
- 2012: George Gershwin. Werken van George Gershwin. Met The Gents, het Haags Saxophoon Quartet en Michel Ponsioen. Channel Classics (CCS SA 33312)
- 2016: Laudate! Werken van Vivaldi. Met het Tulipa Consort. Channel Classics (CCS 38216).[17][18]
- 2017: JuST BACH. Werken van Johann Sebastian Bach, met Bart Schneemann en het Tulipa Consort. Channel Classics (CCS 39917).

- Bibsys: 4044588
- Bibliothèque nationale de France: cb14026289q (data)
- Gemeinsame Normdatei: 135197899
- International Standard Name Identifier: 0000 0001 1611 2793
- Library of Congress Control Number: no99035775
- Nationale Bibliotheek van Letland: 000104859
- MusicBrainz: c45540e4-92aa-4db6-94a3-e3b1325843ee
- Nationale Bibliotheek van Israël: 987007455028505171
- Nationale Bibliotheek van Polen: a0000002206657
- Nederlandse Thesaurus van Auteursnamen: 316347868
- Système universitaire de documentation: 08852132X
- Virtual International Authority File: 27265837
- WorldCat: E39PBJpPDc4GbMvT3jMq4MxMT3